# Kronkup
Kronkup ist ein Ort im australischen Bundesstaat Western Australia. Er liegt etwa 23 Kilometer westlich von Albany entfernt. Der Ort liegt im traditionellen Siedlungsgebiet des Aborigines-Stammes der Mineng.

## Geographie

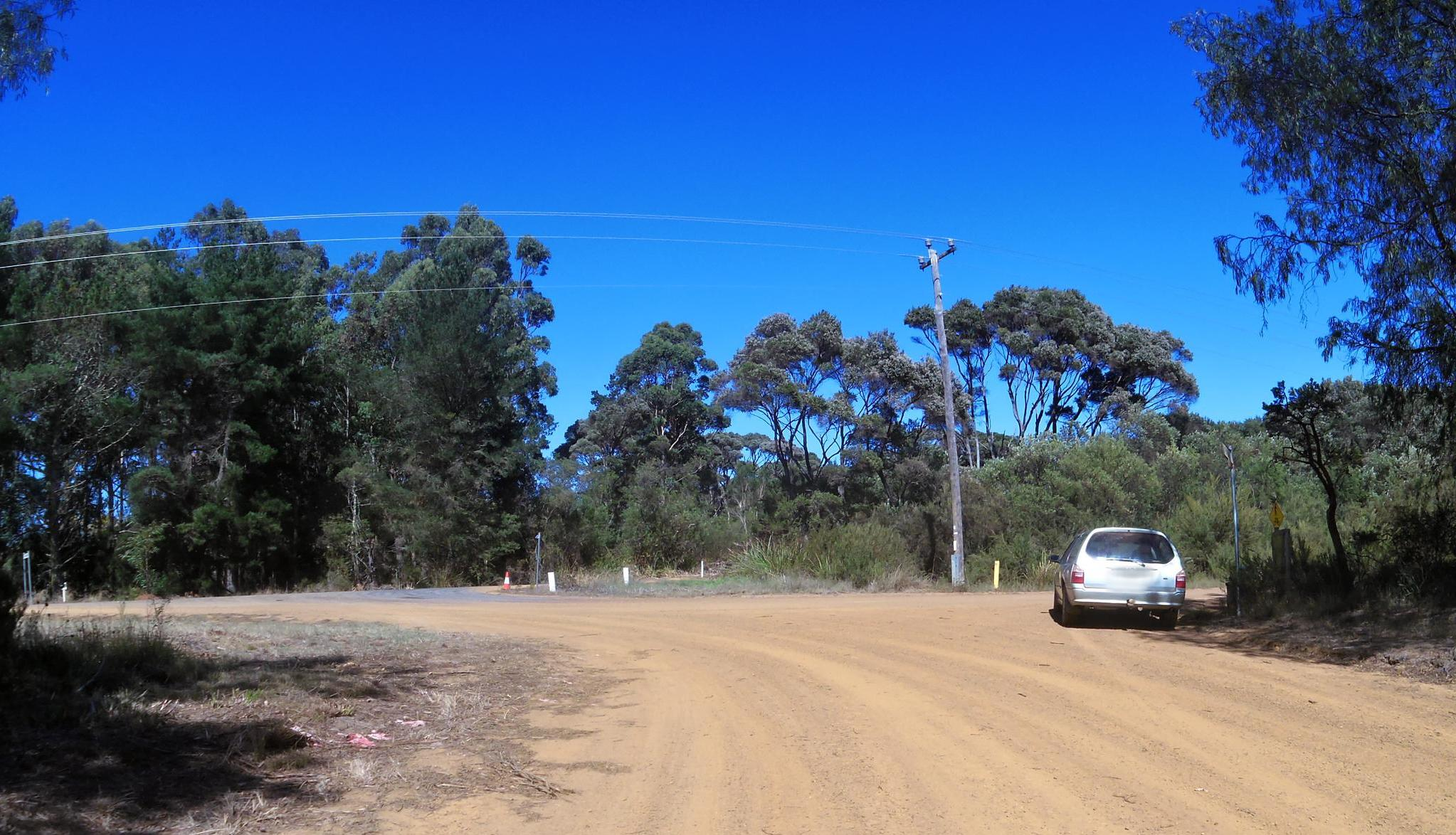
Straßen in Kronkup

Westlich des Ortes liegt Bornholm, östlich Torbay und nordwestlich Youngs Siding. Südlich von Kronkup liegt der West-Cape-Howe-Nationalpark. Die drei Inseln Richards Island, Migo Island und Seagull Island, gehören auch zum Ort. Auf dem Gebiet von Kronkup liegt außerdem der Torbay Hill.
Im Südosten hat Kronkup etwa drei Kilometer Küste an der Great Australian Bight, von welchen ca. 1,9 Kilometer Strand sind. Die Strände heißen Perkins Beach, Cosy Corner Beach und Port Harding.

## Bevölkerung
Der Ort Kronkup hatte 2016 eine Bevölkerung von 212 Menschen, davon die Hälfte männlich und die Hälfte weiblich.
Das durchschnittliche Alter in Kronkup liegt bei 48 Jahren, zehn Jahre über dem australischen Durchschnitt von 38 Jahren.